# طوابع البريد والتاريخ البريدي لأنجوان

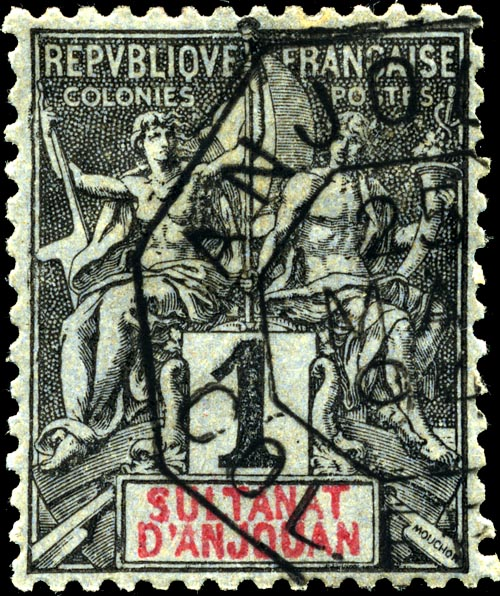
عملة معدنية بقيمة سنت واحد للملاحة والتجارة تحمل ختم بريد بتاريخ 25 مايو 1894

في عام 1892 تضمنت إصدارات الطوابع البريدية الفرنسية الشاملة للملاحة والتجارة أنواعًا مخصصة خصيصًا للاستخدام في جزيرة أنجوان. كتبوا "سلطان/دانجوان". وكانت سلسلة من القيم الإضافية الصادرة في عام 1912 متاحة للاستخدام في مدغشقر وجميع جزر القمر وبعد ذلك استخدموا طوابع مدغشقر. وفي عام 1950 استخدمت أنجوان طوابع جزر القمر.
أنجوان لم يسمع بها إلا القليل لولا طوابع البريد. وبعد عام 1910 ظلت لمدة تسعين عام كجزء من جزر القمر ثم منحت ثورة عام 1998 الجزيرة استقلالها. أطاحت جزر القمر بالحكومة المتمردة عام 2008 والآن تُستخدم طوابع جزر القمر من جديد.